# 燒結
燒結（英語：sintering），是一種固體材料壓製及成形的過程，製造過程中會在材料上施加熱 及/或壓力，但加熱溫度會低於材料的熔點。像陶器的製作就要經過燒結的過程，而將金屬粉末燒結成製品的过程稱為粉末冶金。
烧结过程可以发生在自然环境中如矿藏的形成，也是十分重要的人工制造工艺，可用于制造金属、塑料、陶瓷等各种材料。材料中的原子会穿过颗粒的边界进行扩散，然后颗粒会融到一起，最后形成一整块固体。由于烧结的温度没有达到材料的熔点，因此通常选择烧结作为具有极高熔点的材料（例如钨和钼）的成形方法。日常生活中可以观察到烧结的一个例子是，几个冰块放在一杯水中会彼此粘附，这是由水和冰之间的温差驱动的烧结。压力驱动烧结的例子是降雪会在重力的作用下压缩成冰川，或通过将松散的雪压在一起形成硬雪球。
“烧结”这个词来自中世纪中期的德语，是英语（意为煤渣）的同源词。

## 一般烧结
烧结可以有效地降低孔隙率并增强诸如强度，导电性，透明性和导热性等性能。然而，在其他情况下，增加其强度但保持其气体吸收性如过滤器或催化剂中可能是有用的。在烧制过程中，原子的扩散会驱动粉末颗粒之间的界面消失，这个过程会分成不同的阶段，开始阶段会形成从粉末之间的颈部连接到最后小孔消除。
致密化的驱动力是由于固-汽界面被固-固替代后，表面积减小以及表面自由能降低引起的总自由能的变化。它形成新的但能量较低的固-固界面，自由能总量减少。在微观尺度上，材料转移受到压力变化和曲面上自由能差异的影响。如果颗粒的尺寸很小（并且其曲率很高），则这些效应的影响变得非常大。当曲率半径小于几微米时，能量的变化要高得多，这是许多陶瓷技术基于使用细颗粒材料的主要原因之一。
对于诸如强度和电导率这样的性质，与粒度相关的结合面积是决定因素。对于任何给定材料可以控制的变量是温度和初始晶粒尺寸，因为蒸汽压力取决于温度。
固态过程的能量来源是颈部和颗粒表面之间的自由能或化学势能的变化。这种能量通过尽可能快的方式产生材料转移;如果从颗粒体积或颗粒之间的晶界发生转移，则会导致颗粒减少和孔隙消失。对于具有许多均匀尺寸和较高孔隙率的样品，孔隙消除发生得更快，其中边界扩散距离较小。对于该过程的后面部分，来自晶界的边界扩散和晶格扩散变得重要。温度控制对烧结过程非常重要，因为晶界扩散和体积扩散严重依赖于温度、材料颗粒的尺寸和分布、材料成分以及烧结环境。

## 陶瓷烧结
烧结是陶器和其他陶瓷物体的烧制过程的一部分。这些物体由诸如玻璃，氧化铝，氧化锆，二氧化硅，氧化镁，石灰，氧化铍和氧化铁的物质制成。
一些陶瓷原料对水的亲和力较低，塑性指数低于粘土，在烧结前的阶段需要有机添加剂。通过烧结粉末制造陶瓷物体的一般程序包括：
- 将水、粘合剂、抗絮凝剂和未烧制的陶瓷粉末均匀混合形成浆料;
- 喷雾干燥浆料;
- 将喷雾干燥后的粉末放入模具中并按压以形成生坯（未烧结的陶瓷物品）;
- 在低温下加热生坯以烧掉粘合剂;
- 在高温下烧结以将陶瓷颗粒熔合在一起。

通过光学膨胀计热分析观察膨胀 - 温度曲线，可以容易地获得在特定陶瓷制剂（即尾料和玻璃料）的烧结循环期间发生的所有特征温度（包括相变温度、玻璃化转变温度和熔点等）。
事实上，烧结与材料的显着收缩有关，因为玻璃相一旦达到其转变温度就会流动，并开始合并粉末结构而且显着降低材料的孔隙率。
烧结通常在高温下进行。另外，可以使用第二和/或第三外力（例如压力，电流）。常用的第二外力是压力。因此，仅使用温度进行的烧结通常称为“无压烧结”。
使用分级金属 - 陶瓷复合材料，纳米颗粒烧结助剂和整体成型技术，可以实现无压烧结。用于3D形状的变体称为热等静压。
为了在烧结过程中有效地将产品堆叠在炉子中并防止部件粘在一起，许多制造商使用陶瓷粉末分隔层将产品分隔开。这些分隔层可以使用各种材料，如氧化铝，氧化锆和氧化镁等。它们还按粒度分成诸如如细、中、粗等的不同类别。
通过使分隔层的材料和颗粒尺寸与正在烧结的产品相匹配，可以减少表面损坏和污染，同时使炉负载最大化。

## 金属粉末烧结
大多数（并非所有）金属都可以烧结。这尤其适用于在真空中生产的纯金属，其不会受到表面污染。在大气压下烧结需要使用保护气体，通常是吸热气体。烧结，随后的再加工，可以产生大范围的材料特性。密度，合金化和热处理的变化可以改变各种产品的物理特性。例如，对于较低的烧结温度，烧结铁粉的杨氏模量 En 对原始粉末中的烧结时间，合金化或粒度保持稍微不敏感，但取决于最终产品的密度：
{\displaystyle E_{n}/E=(D/d)^{3.4}}
其中，D 是材料的密度，E 是铁的理论杨氏模量，d 是铁的理论密度。
当在某些外部条件下金属粉末可能表现出聚结时，烧结是静态的，并且当除去这些条件时，烧结仍然恢复到其正常行为。
在大多数情况下，随着材料流入空隙，颗粒集合的密度增加，导致总体积减小。在烧结过程中发生的质量运动包括通过重新包装减少总孔隙率，然后由于蒸发和扩散冷凝导致的材料运输。在最后阶段，金属原子沿着晶体边界移动到内部孔的壁，从物体的内部主体重新分布质量并使孔壁平滑。表面张力是这种运动的驱动力。